# Landkreis Rostock
Landkreis Rostock is een Landkreis in de Duitse deelstaat Mecklenburg-Voor-Pommeren. De Landkreis telt 217.072 inwoners (31 december 2020) op een oppervlakte van 3.422,51 km². Kreisstadt is Güstrow.

## Geschiedenis
De Landkreis Rostock ontstond op 4 september 2011 door de samenvoeging van de toenmalige Landkreisen Bad Doberan en Güstrow.

## Steden en gemeenten
De Landkreis is bestuurlijk in de volgende steden en gemeenten onderverdeeld (Inwoners op 31-12-2020):
| Amtsvrije gemeenten 1. Bad Doberan, stad * (12.755) 2. Dummerstorf (7.427) 3. Graal-Müritz (4.080) 4. Güstrow, stad * (28.999) 5. Kröpelin, stad (4.789) 6. Kühlungsborn, stad (7.930) 7. Neubukow, stad * (3.937) 8. Sanitz (6.310) 9. Satow (6.018) 10. Teterow, stad * (8.334) |

Amten met deelnemende gemeenten/steden
* = Bestuurscentrum van de Amtsverwaltung
| | | |
| - 1. Amt Bad Doberan-Land (12.206) (Bestuurscentrum te Bad Doberan) 1. Admannshagen-Bargeshagen (2.899) 2. Bartenshagen-Parkentin (1.339) 3. Börgerende-Rethwisch (1.711) 4. Hohenfelde (785) 5. Nienhagen (2.140) 6. Reddelich (977) 7. Retschow (951) 8. Steffenshagen (532) 9. Wittenbeck (872) - 2. Amt Bützow Land (16.212) 1. Baumgarten (800) 2. Bernitt (1.590) 3. Bützow, Stad * (7.829) 4. Dreetz (199) 5. Jürgenshagen (1.105) 6. Klein Belitz (831) 7. Penzin (140) 8. Rühn (631) 9. Steinhagen (674) 10. Tarnow (1.083) 11. Warnow (889) 12. Zepelin (441) - 3. Amt Carbäk (7.884) 1. Broderstorf * (3.803) 2. Poppendorf (696) 3. Roggentin (2.714) 4. Thulendorf (671) - 4. Amt Gnoien (5.810) 1. Altkalen (785) 2. Behren-Lübchin (906) 3. Boddin ( x) 4. Finkenthal (318) 5. Gnoien, Stad * (2.898) 6. Lühburg ( x) 7. Walkendorf (903) | - 5. Amt Güstrow-Land (9.680) (Bestuurscentrum te Güstrow) 1. Glasewitz (436) 2. Groß Schwiesow (298) 3. Gülzow-Prüzen (1.584) 4. Gutow (1.002) 5. Klein Upahl (235) 6. Kuhs (318) 7. Lohmen (796) 8. Lüssow (943) 9. Mistorf (642) 10. Mühl Rosin (1.125) 11. Plaaz (766) 12. Reimershagen (407) 13. Sarmstorf (481) 14. Zehna (647) - 6. Amt Krakow am See (8.692) 1. Dobbin-Linstow (502) 2. Hoppenrade (637) 3. Krakow am See, Stad * (3.412) 4. Kuchelmiß (616) 5. Lalendorf (3.525) - 7. Amt Laage (8.985) 1. Diekhof ( x) 2. Dolgen am See (636) 3. Hohen Sprenz (540) 4. Laage, Stad * (6.477) 5. Wardow (1.332) - 8. Amt Mecklenburgische Schweiz(8.115) (Bestuurscentrum te Teterow) 1. Alt Sührkow (389) 2. Dahmen (466) 3. Dalkendorf (251) 4. Groß Roge (615) 5. Groß Wokern (1.003) 6. Groß Wüstenfelde (800) 7. Hohen Demzin (344) 8. Jördenstorf (936) 9. Lelkendorf (432) 10. Prebberede (773) 11. Schorssow (467) 12. Schwasdorf (438) 13. Sukow-Levitzow (497) 14. Thürkow (376) 15. Warnkenhagen (328) | - 9. Amt Neubukow-Salzhaff (6.766) (Bestuurscentrum te Neubukow) 1. Alt Bukow (480) 2. Am Salzhaff (544) 3. Bastorf (1.078) 4. Biendorf (1.233) 5. Carinerland (1.262) 6. Kirch Mulsow ( x) 7. Rerik, Stad (2.169) - 10. Amt Rostocker Heide (10.099) 1. Bentwisch (3.321) 2. Blankenhagen (1.062) 3. Gelbensande * (1.788) 4. Mönchhagen (1.278) 5. Rövershagen (2.650) - 11. Amt Schwaan (7.885) 1. Benitz (398) 2. Bröbberow (660) 3. Kassow (319) 4. Rukieten (354) 5. Schwaan, Stad * (5.017) 6. Vorbeck (356) 7. Wiendorf (781) - 12. Amt Tessin (6.828) 1. Cammin (846) (757) 2. Gnewitz (220) 3. Grammow (153) 4. Nustrow (158) 5. Selpin (488) 6. Stubbendorf (172) 7. Tessin, Stad * (3.997) 8. Thelkow (460) 9. Zarnewanz (423) - 13. Amt Warnow-West (17.331) 1. Elmenhorst/Lichtenhagen (4.270) 2. Kritzmow * (3.896) 3. Lambrechtshagen (2.891) 4. Papendorf (2.535) 5. Pölchow (937) 6. Stäbelow (1.384) 7. Ziesendorf (1.418) |

Ludwigslust-Parchim · Mecklenburgische Seenplatte · Nordwestmecklenburg · Rostock · Landkreis Rostock · Schwerin · Vorpommern-Greifswald · Vorpommern-Rügen
Admannshagen-Bargeshagen ·
Alt Bukow ·
Alt Sührkow ·
Altkalen ·
Am Salzhaff ·
Bad Doberan ·
Bartenshagen-Parkentin ·
Bastorf ·
Baumgarten ·
Behren-Lübchin ·
Benitz ·
Bentwisch ·
Bernitt ·
Biendorf ·
Blankenhagen ·
Boddin ·
Broderstorf ·
Bröbberow ·
Börgerende-Rethwisch ·
Bützow ·
Cammin ·
Carinerland ·
Dahmen ·
Dalkendorf ·
Diekhof ·
Dobbin-Linstow ·
Dolgen am See ·
Dreetz ·
Dummerstorf ·
Elmenhorst/Lichtenhagen ·
Finkenthal ·
Gelbensande ·
Glasewitz ·
Gnewitz ·
Gnoien ·
Graal-Müritz ·
Grammow ·
Groß Roge ·
Groß Schwiesow ·
Groß Wokern ·
Groß Wüstenfelde ·
Gutow ·
Gülzow-Prüzen ·
Güstrow ·
Hohen Demzin ·
Hohen Sprenz ·
Hohenfelde ·
Hoppenrade ·
Jördenstorf ·
Jürgenshagen ·
Kassow ·
Kirch Mulsow ·
Klein Belitz ·
Klein Upahl ·
Krakow am See ·
Kritzmow ·
Kröpelin ·
Kuchelmiß ·
Kuhs ·
Kühlungsborn ·
Laage ·
Lalendorf ·
Lambrechtshagen ·
Lelkendorf ·
Lohmen ·
Lühburg ·
Lüssow ·
Mistorf ·
Mönchhagen ·
Mühl Rosin ·
Neubukow ·
Nienhagen ·
Nustrow ·
Papendorf ·
Penzin ·
Plaaz ·
Poppendorf ·
Prebberede ·
Pölchow ·
Reddelich ·
Reimershagen ·
Rerik ·
Retschow ·
Roggentin ·
Rukieten ·
Rövershagen ·
Rühn ·
Sanitz ·
Sarmstorf ·
Satow ·
Schorssow ·
Schwaan ·
Schwasdorf ·
Selpin ·
Steffenshagen ·
Steinhagen ·
Stubbendorf ·
Stäbelow ·
Sukow-Levitzow ·
Tarnow ·
Tessin ·
Teterow ·
Thelkow ·
Thulendorf ·
Thürkow ·
Vorbeck ·
Walkendorf ·
Wardow ·
Warnkenhagen ·
Warnow ·
Wiendorf ·
Wittenbeck ·
Zarnewanz ·
Zehna ·
Zepelin ·
Ziesendorf